# Luka (Srebrenik, BiH)
Luka je naseljeno mjesto u sastavu općine Srebrenik, Federacija Bosne i Hercegovine, BiH.

## Stanovništvo
| Luka               |              |
| godina popisa      | 1991.        |
| Muslimani          | 655 (98,79%) |
| Srbi               | 0            |
| Hrvati             | 0            |
| Jugoslaveni        | 6 (0,90%)    |
| ostali i nepoznato | 2 (0,30%)    |
| ukupno             | 663          |

Luka kao samostalno naseljeno mjesto postoji od popisa stanovništva 1991. godine.